# James Bye
James Edward Bye (Basingstoke, Hampshire; 23 de febrero de 1984) es un actor inglés que actualmente interpreta a Martin Fowler en la serie EastEnders desde 2014. Participó en la vigésima temporada de Strictly Come Dancing.

## Primeros años
Bye nació el 23 de febrero de 1984 en Basingstoke. Estudió en el Hurst Community College, un instituto de secundaria de Baughurst. Más tarde estudió en el Queen Mary's College de Basingstoke.

## Carrera
La primera aparición como actor de Bye fue en The Bill como Tom Burrows en 2006. Más tarde apareció en Cemetery Junction en 2010, y posteriormente en las películas Hummingbird (2013) y The Great Train Robbery (2013). Luego, en 2014, apareció en The Hooligan Factory como Pete el asesino. En octubre de 2014, fue elegido para el papel de Martin Fowler en la telenovela de la BBC One, EastEnders.
El 12 de agosto de 2022, se anunció que Bye competiría en la vigésima temporada de Strictly Come Dancing. Formó pareja con la bailarina profesional Amy Dowden y fueron eliminados en la sexta semana de competencia.

## Vida personal
Bye está casado con su esposa Victoria Bye; la pareja tiene cuatro hijos.

## Filmografía

### Películas
| Año  | Título                                                    | Papel                 |
| ---- | --------------------------------------------------------- | --------------------- |
| 2010 | Cemetery Junction                                         | Chico rudo en el club |
| 2013 | Hummingbird                                               | Aficionado al fútbol  |
| 2014 | The Hooligan Factory                                      | Pete                  |
| 2016 | Sport Relief 2016: EastEnders – Stacey's Storyline Appeal | Martin Fowler         |
| 2016 | EastEnders – The Last Goodbye                             | Martin Fowler         |
| 2016 | Children in Need: Fantastic Beasts Special                | Martin Fowler         |
| 2018 | The Best of EastEnders                                    | Martin Fowler         |

### Televisión
| Año       | Título                  | Personaje     | Notas                             |
| --------- | ----------------------- | ------------- | --------------------------------- |
| 2006      | The Bill                | Tom Burrows   | Episodio: «Special Relationships» |
| 2013      | The Great Train Robbery | John Daly     | 2 episodios                       |
| 2014-2025 | EastEnders              | Martin Fowler | Papel regular                     |

## Premios y nominaciones
| Año  | Premio                     | Categoría                                   | Resultado   | Ref.   |
| ---- | -------------------------- | ------------------------------------------- | ----------- | ------ |
| 2016 | British Soap Awards        | Mejor actor                                 | Nominado    | [ 7 ]  |
| 2016 | TV Choice Awards           | Mejor actor de telenovela                   | Nominado    | [ 8 ]  |
| 2016 | Inside Soap Awards         | Mejor actor                                 | Nominado    | [ 9 ]  |
| 2016 | Inside Soap Awards         | Mejor pareja (con Lacey Turner)             | Prenominado | [ 10 ] |
| 2017 | British Soap Awards        | Mejor colaboración en pantalla (con Turner) | Nominado    | [ 11 ] |
| 2017 | Digital Spy Reader Awards  | Mejor relación de telenovela (con Turner)   | Tercero     | [ 12 ] |
| 2018 | TV Choice Awards           | Mejor actor de telenovela                   | Nominado    | [ 13 ] |
| 2020 | National Television Awards | Actuación en serie dramática                | Nominado    | [ 14 ] |
| 2020 | Inside Soap Awards         | Mejor actor                                 | Nominado    | [ 15 ] |
| 2022 | Inside Soap Awards         | Mejor actuación en dúo (con James Farrar)   | Nominado    | [ 16 ] |